# Bitwa pod Wołkowińcami

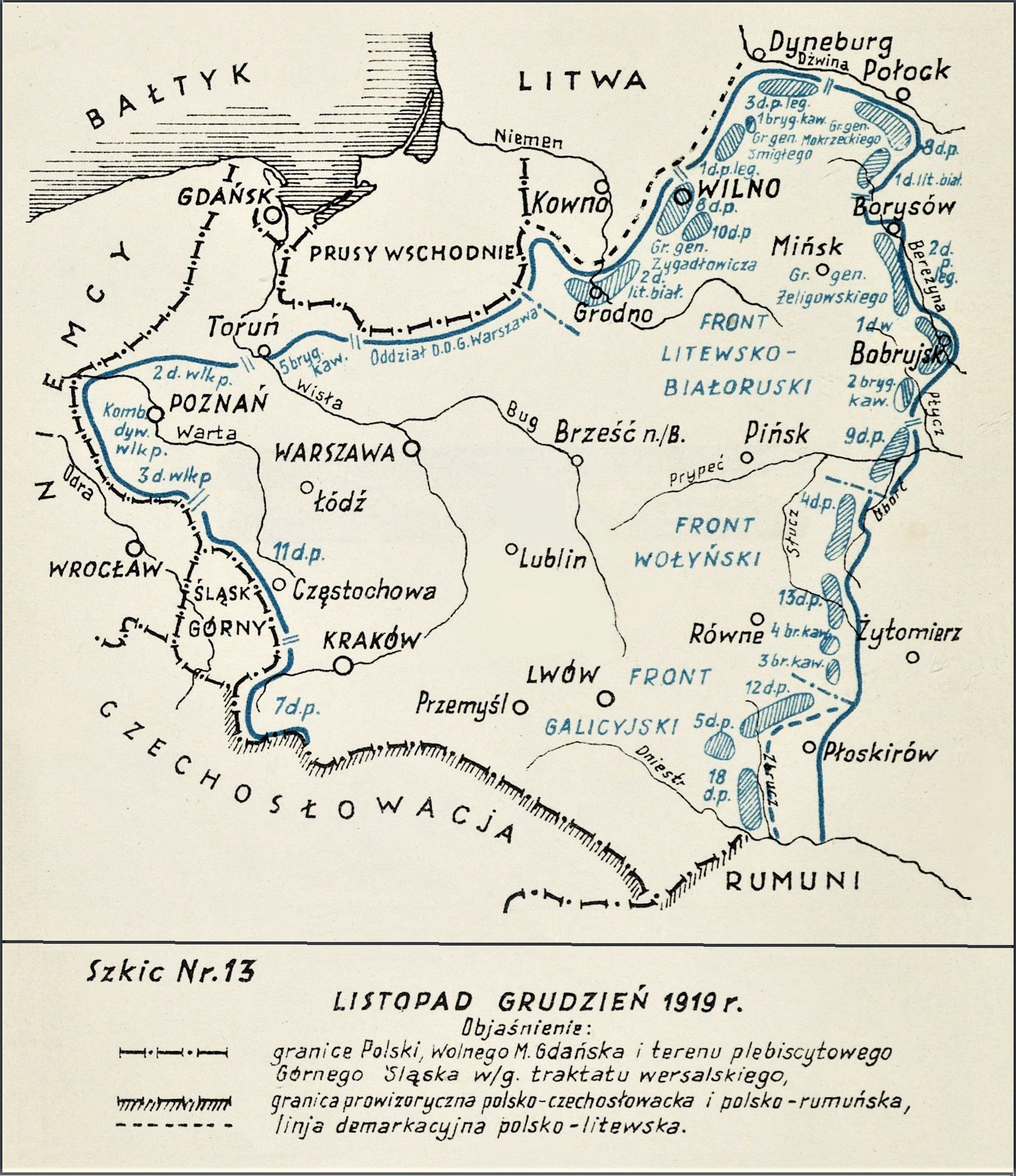
Adam Przybylski,
Wojna Polska 1918–1921

Bitwa pod Wołkowińcami – walki oddziałów polskiej 5 Dywizji Piechoty gen. Władysława Jędrzejewskiego z oddziałami sowieckiej 45 Dywizji Strzelców komdiwa Iony Jakira w okresie wojny polsko-bolszewickiej.

## Geneza
Zimą 1919/1920 na froncie polsko-sowieckim odnotowywano tylko działania lokalne. Linia frontu była rozciągnięta od środkowej Dźwiny, wzdłuż Berezyny, Uborci, Słuczy, po Dniestr. Zastój w działaniach wojennych obie strony wykorzystywały na przygotowanie się do decydujących rozstrzygnięć militarnych planowanych na wiosnę i lato 1920. W połowie marca dowództwo sowieckiego Frontu Południowo-Zachodniego rozpoczęło przygotowania do ofensywy siłami 12. i 14 Armii na Płoskirów - Równe. Koncentracja sił Armii Czerwonej nie uszła uwadze dowództwa polskiego. Zarządzono przeprowadzenie serii wypadów, które miały zdezorganizować przygotowania nieprzyjaciela i dostarczyć więcej informacji o jego siłach i zamiarach.

## Walczące wojska
| Jednostka                             | Dowódca                     | Podporządkowanie      |
| Wojsko Polskie                        |                             |                       |
| dowództwo 5 Dywizji Piechoty          | gen. Władysław Jędrzejewski |                       |
| ⇒ 19 pułk piechoty                    | płk Adolf Dąbrowski         | 5 Dywizja Piechoty    |
| → I/19pułku piechoty                  | kpt. Franciszek Rodziewicz  | 19 pułk piechoty      |
| → II/19pułku piechoty                 | kpt. Mieczysław Łukoski     | 19 pułk piechoty      |
| → III/ 19 pułku piechoty              | kpt. Michał Bacewicz        | 19 pułk piechoty      |
| ⇒ 38 pułk piechoty                    | ppłk Stanisław Palle        | 5 Dywizja Piechoty    |
| ⇒ 39 pułk piechoty                    | ppłk Stanisław Sobolewski   | 5 Dywizja Piechoty    |
| ⇒ III/4 pułku strzelców konnych       |                             |                       |
| ⇒ 12 pułk artylerii polowej           |                             |                       |
| ⇒ 5 pułk artylerii polowej            |                             |                       |
| ⇒ pociąg pancerny „Pionier”           |                             |                       |
| ⇒ pociąg pancerny „gen. Iwaszkiewicz” |                             |                       |
| Armia Czerwona                        |                             |                       |
| dowództwo 45 Dywizji Strzelców        | Iona Jakir                  |                       |
| ⇒ 133 Brygada Strzelców               |                             | 45 Dywizja Strzelców  |
| → 397 ps, 398 ps, 399 ps              |                             | 133 Brygada Strzelców |
| ⇒ 135 Brygada Strzelców               |                             | 45 Dywizja Strzelców  |
| → 403 ps, 404 ps, 405 ps              |                             | 135 Brygada Strzelców |
| ⇒ pułk kawalerii Kotowskiego          | Grigorij Kotowski           | 45 Dywizja Strzelców  |
| ⇒ 6 pułk galicyjsko-ukraiński         |                             |                       |

## Walki pod Wołkowińcami
W marcu 1920 5 Dywizja Piechoty gen. Władysława Jędrzejewskiego zajmowała pozycje wzdłuż zachodniego brzegu Wołka od Latyczowa do Deraźni. Przed prawym skrzydłem polskiej dywizji koncentrowały się oddziały nowo przybyłej na front 45 Dywizji Strzelców, która zluzowała wykrwawione i zdemoralizowane porażkami oddziały 44 Dywizji Strzelców Iwana Dubowoja. Ponadto w sowieckim ugrupowaniu operowały 6 pułk galicyjsko-ukraiński oraz pułk kawalerii Kotowskiego.
Wypad 19 pułku piechoty w marcu 1920
Dowódca 5 Dywizji gen. Jędrzejewski nakazał wykonać wypad na Wołkowińce siłami 19 pułku piechoty. Nocą z 16 na 17 marca oddział wypadowy, wzmocniony baterią 5 pułku artylerii polowej, rozpoczął marsz z Latyczowa w kierunku obiektu ataku. Już o świcie walczył z oddziałem sowieckiej kawalerii, a III batalion starł się pod Wołkowińskimi Chutorami i Majdanem Wołkowińskim z pododdziałami 397 i 399 pułku strzelców. Polacy przeszli do szturmu i opanowali miasteczko, w którym kwaterował sztab 133 Brygady Strzelców. Na pomoc obrońcom przybył pociąg pancerny „Groza”. Ostrzelany przez kompanię piechoty, wzmocnioną plutonem armat, zawrócił pospiesznie i wpadł na uszkodzony przez Polaków tor. Kiedy parowóz wykoleił się, 7 kompania 19 pp por. Kretowicza ruszyła do szturmu i opanowała wagony. Sukces odniósł także I batalion, który zdobył baterię artylerii i rozproszył oddział piechoty sowieckiej. Po zakończonej akcji pododdziały grupy wypadowej wróciły w swoje ugrupowanie.
Wypad w kwietniu 1920
13 kwietnia gen. Władysław Jędrzejewski postanowił zorganizować kolejny wypad na Wołkowińce, z zadaniem rozbicia sił nieprzyjacielskich, przerwania toru kolejowego pod Wołkowińcami i częściowego zniszczenia stacji kolejowej. Tym razem użyto znacznie większych sił w porównaniu z wypadem kwietniowym. W skład oddziału wypadowego weszło siedem kompanii 38 pułku piechoty, pięć kompanii 19 pułku piechoty, cały 39 pułk piechoty, III/4 pułku strzelców konnych, pluton 3 baterii 12 pułku artylerii polowej, pociągi pancerne „Pionier” i „gen. Iwaszkiewicz”. 
Nocą z 13 na 14 grupa rozpoczęła marsz na Wołkowińce i o świcie uderzyła na miejscowość. Zaskoczony nieprzyjaciel nie stawiał większego oporu i wycofywał się w bezładzie. Szybki odwrót przeciwnika sprawił, że wzięto tylko około 150 jeńców, zdobyto jednakże cztery działa, 26 ckm-ów, kancelarię 399 pułku strzelców oraz duże zapasy amunicji i żywności.

## Bilans walk
Akcja wypadowa prowadzona na całym froncie podolskim sparaliżowała ofensywę sowiecką na Płoskirów przygotowaną na drugą połowę marca i spowodowała rozluźnienie dyscypliny w szeregi Armii Czerwonej.